# Federazione Sammarinese Giuoco Calcio
Federazione Sammarinese Giuoco Calcio (FSGC) – organizacja zajmująca się organizacją rozgrywek piłkarskich w San Marino (Campionato Sammarinese di Calcio, Coppa Titano, Trofeo Federale), prowadzi reprezentację San Marino. Organizuje również zawody z futsalu (San Marino Futsal Cup i Campionato Sammarinese Di Futsal).